# Eoanthidium insulare
Eoanthidium insulare är en biart som först beskrevs av Morawitz 1873.  Eoanthidium insulare ingår i släktet Eoanthidium och familjen buksamlarbin. Inga underarter finns listade i Catalogue of Life.